# Theodor Koch
Theodor Koch (Zuffenhausen, 13 de maio de 1905 — 21 de outubro de 1976), foi um engenheiro alemão e fabricante de armas, que quando jovem, aprendeu mecânica de precisão. Depois de concluir seu aprendizado, ele frequentou uma escola de engenharia em Esslingen. Em 1924, começou a trabalhar para Mauser em Oberndorf como engenheiro e ficou com eles até 1931. Após a queda da Alemanha para as Forças Aliadas no final da Segunda Guerra Mundial, a fábrica da Mauser foi desmantelada. Koch, Edmund Heckler e Alex Seidel salvaram o que podiam e usaram para fundar a Heckler & Koch.